# محمد الفرارجه
محمد الفرارجه (عربی: محمد الفرارجة؛ زادهٔ ۱۶ اکتبر ۱۹۷۷) تکواندوکار اهل اردن است.